# Christoph Marik
Christoph Marik (Kryštof Mařík) (* 12. listopadu 1977 Vídeňské Nové Město, Rakousko) je bývalý rakouský sportovní šermíř českého původu, který se specializoval na šerm kordem. Rakousko reprezentoval na přelomu tisíciletí. Na olympijských hrách startoval v roce 2000 v soutěži jednotlivců a družstev a v roce 2004 v soutěži jednotlivců. V roce 2004 získal titul mistra Evropy v soutěži jednotlivců, kterým navázal na třetí místo z roku 2000.